# دادة (النادرة)

تعديل مصدري - تعديل

دادة هي إحدى قرى عزلة عمقة بمديرية النادرة التابعة لمحافظة إب، بلغ تعداد سكانها 604 نسمة حسب تعداد اليمن لعام 2004.